# Ранньохристиянська базиліка Палополіса
Ранньохристиянська базиліка Палополіса — руїни християнської базиліки візантійського періоду, датованої V століттям, розташована у місті Керкіра (острів Керкіра, Греція).  

## Історія
Храм був побудований в середині V століття за християнського єпископа Керкіри Йовіана, про що свідчать написи на будівлі та мозаїці підлоги у її притворі. Церква побудована посеред агори Коркіри (Корфу) недалеко від порту на території стародавнього Палополісу та була базілікою з деревяним дахом трансептом, подвійним нартексом, апсидою, суміжними спорудами та розкішною скульптурно-мозаїчною прикрасою. Він був побудований з використанням матеріалів з стародавніх язичницьких храмів, святинь, вівтарів розташованих поруч.  За традицією храм був присвячений святій Керкірі, дочці правителя острова — царя Керкілліноса, яка прийняла християнство і стала мученицею.
Протягом століть церква зменшилась до тринавної базиліки з притвором в XI столітті, а потім до однонавної, ймовірно, в середньовізантійський період, і такою вона збереглась до сучасності. До XV століття це був кафолікон великого монастирського комплексу, присвяченого Божій Матері, який був житлом ряду видатних церковних вчених. До XIX століття з церквою були пов’язані найвпливовіші сім’ї острова, і багато їх членів були поховані всередині неї, як це тоді було прийнято.
Церква неодноразово знищувалась: вандалами та готами в VI столітті; сарацинами та норманами в XI столітті; турками в 1537 році; під час бомбардування у Другу світову війну.

## Розкопки
Систематичні розкопки в районі базиліки розпочалися  Археологічним товариством в 1936 році Ними керували археологи Андреас Ксингопулос та Іоанніс Пападімітріу. У 1939 році Іоанніс Пападімітріу продовжив свої дослідження разом із реставраційними та укріплювальними роботами. 
З 1955 по 1959 роки дослідження в цьому районі проводив Василій Каліполітис. Результатом його дослідження стало відновлення фрагментів мозаїчної підлоги, ймовірно, з баптистерію церкви. Також на основі залишків гончарних виробів він зробив висновок, що ця місцевість була центром стародавнього міста і що вона вже була заселена у VIII столітті до н.е. Василій Калліполіт також визначив, що будівельний матеріали для базиліки були взяті зі зруйнованих будівель стародавнього міста. Під фундаментом храму він виявив круглу в плані структуру, яку, ймовірно, використовували як адміністративний будинок (булевтерій) або одеон.

## Див також
Коркіра (Палополіс)